# غريغ كروتويل
غريغ كروتويل (بالإنجليزية: Greg Cruttwell)‏ هو منتج أفلام وكاتب سيناريو ومخرج وممثل بريطاني، ولد في 1962 في لندن في المملكة المتحدة.

## أعمال

### أفلام
- (1996) يومان في الوادي[4]
- (1997) جورج وجونغل

## وصلات خارجية
- غريغ كروتويل على موقع IMDb (الإنجليزية)
- غريغ كروتويل على موقع ألو سيني (الفرنسية)
- غريغ كروتويل على موقع أول موفي (الإنجليزية)
- غريغ كروتويل على موقع قاعدة بيانات الأفلام السويدية (السويدية)
- غريغ كروتويل على موقع قاعدة بيانات الفيلم (الإنجليزية)
- غريغ كروتويل على موقع كينوبويسك (الروسية)